# Camma
Camma fou princesa gàlata i sacerdotessa d'Artemisa, descrita per Plutarc a Les virtuts de les dones (Mulierum Virtutes, cap. XX, 257 F- 258 C) i L'Eròtic (Amatorius, cap. XXII, 768 B-D), com a exemple de fidelitat i coratge excepcional.

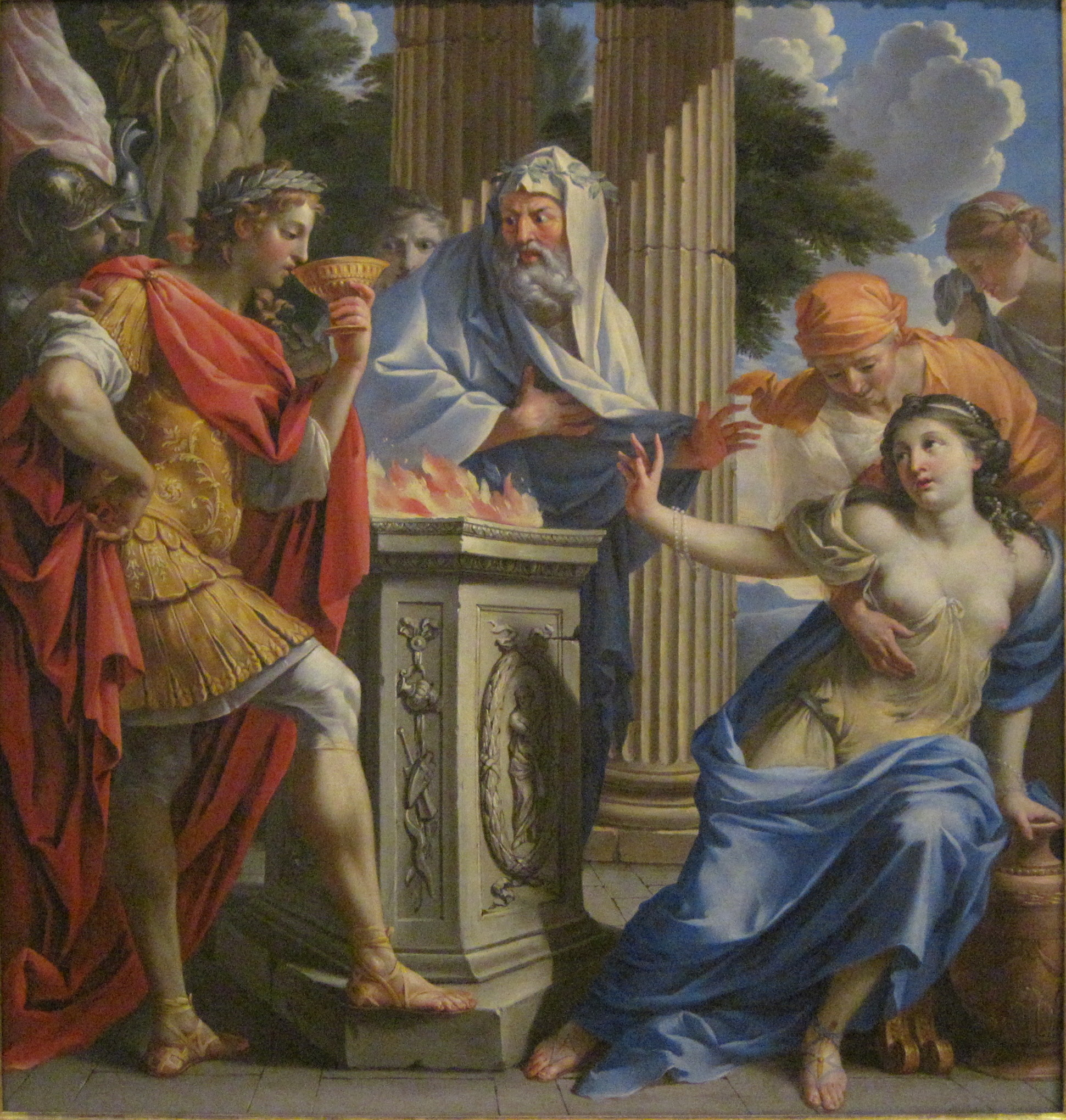
L'enverinament de Camma i Sínorix en el temple de Diana (Charles Poerson,)

La seva història es troba en els relats de Plutarc i, més tard, en l'obra del segle ii Estratègies de Poliè el Macedoni. Camma es va casar amb el tetrarca Sínat, i era admirada per la seva virtut i bellesa. Un poderós gàlata, Sínorix, desitjant-la, va assassinar Sínat a traïció per poder casar-se amb Camma. Ella es va refugiar en el temple d'Artemisa i es va consagrar a la deessa. Per tal de sotmetre's als desitjos de matrimoni de Sínorix, Camma el va rebre al temple per suposadament celebrar la unió i, al peu de l'altar, li va oferir una copa amb hidromel on havia abocat verí, de la qual ella mateixa havia begut abans la meitat del contingut. Camma va morir triomfant després de Sínorix, segons Plutarc, sabent que havia venjat la mort del seu marit.
La història de Camma va inspirar diverses obres d'art i literatura posteriors. Durant el Renaixement, la seva vida va gaudir de gran popularitat, inspirant De re uxoria de Francesco Barbaro, el Libro del cortegiano de Castiglione, De institutione feminae christianae de Joan Lluís Vives i Orlando furioso d'Ariosto on Camma és Drusilla. Thomas Corneille va escriure una obra de teatre anomenada Camma (1661) sobre la història de la princesa gàlata. L'òpera Nephté (1789) de Jean-Baptiste Le Moyne recrea la història de Camma encara que ambientada a l'Antic Egipte. La tragèdia The Cup (1884) de Tennyson també està inspirada en la princesa, així com el poema hedonista Camma d'Oscar Wilde.